# Bad Santa
Bad Santa er  en amerikansk komedie/krimi-film fra 2003.

## Medvirkende
| Navn               | Rolle          |
| ------------------ | -------------- |
| Billy Bob Thornton | Willie T. Soke |
| Tony Cox           | Marcus         |
| Brett Kelly        | Drengen        |
| Lauren Graham      | Sue            |
| Lauren Tom         | Lois           |
| Bernie Mac         | Gin Slagel     |